# Тиран (острів)
Тиран (араб. جزيرة تيران) — острів у Червоному морі, розташований у гирлі Акабської затоки між Саудівською Аравією та Єгиптом поблизу міста Шарм-еш-Шейх. Офіційно належить Саудівській Аравії, проте з політичних міркувань до 24 червня 2017 року перебував у користуванні Єгипту разом з островом Санафір.

## Історія
У V–VI ст. на острові існувало незалежне юдейське князівство, відоме як Іотав або Іотват. Воно мало потужний флот і здійснювало морську торгівлю з Аравією, Ефіопією та Єгиптом. Коли князівство увійшло до складу Візантійської імперії, мешканці острова прийняли християнство і в 525 р. перевезенням на своїх кораблях візантійських військ сприяли знищенню юдейської держави Хим'яр на півдні Аравійського півострова. В 535 р. острів Тиран був захоплений імператором Юстиніаном, який прагнув звільнити візантійську торгівлю від перської залежності, і для цього йому потрібно було встановити прямі зв'язки з Індією через Червоне море: на узбережжі Акабської затоки лежав візантійський порт Айла, звідки індійські товари могли йти вже суходолом через Палестину та Сирію до Середземного моря. Інший порт, Клісма, розміщувався на узбережжі Суецької затоки, звідки був прямий шлях до Середземного моря. Відтак на острові Тиран за Юстиніана було облаштовано митний пункт для транзитних суден.

Разом з ослабленням Візантійської імперії втрачає своє значення і острів Тиран. З VII ст., після арабського завоювання, в історичних джерелах згадки про острів зникають.
У вересні 1955 р. Єгипет заявив про блокаду Тиранської протоки для ізраїльського судноплавства, тим самим відрізавши єдиний морський порт Ейлат від Червоного моря, закрив повітряний простір цього району для ізраїльських літаків. На острові Тиран і сусідньому з ним острові Санафір, а також на синайському березі протоки в районі Рас-Насрані було встановлено артилерійські позиції, створена військово-морська база в Шарм-еш-Шейху. Ця блокада разом із закриттям у липні 1956 Суецького каналу для суден Ізраїлю, а також тих країн, які ведуть з ним торгівлю, призвела до початку збройного конфлікту, відомого як Суецька криза. Увесь Синайський півострів було захоплено Ізраїлем, на острови Тиран та Санафір висадився десант ізраїльських ВМС. Окупація тривала до березня 1957.
22 травня 1967 президент Єгипту Гамаль Абдель Насер заявляє про блокаду Тиранської протоки. Це стало приводом до початку Шестиденної війни, на третій день якої, 7 червня, ізраїльський десант захопив Шарм-еш-Шейх. 22 листопада Рада Безпеки ООН ухвалила резолюцію про виведення ізраїльських сил з територій, окупованих під час конфлікту. Проте остаточно Ізраїль залишив Синайський півострів лише у 1979 році після підписання Кемп-Девідських мирних угод.
3 серпня 1981 року був підписаний Протокол до Мирного договору, підписаним між Ізраїлем та Єгиптом про створення Багатонаціональних сил і спостерігачів (MFO) в складі котрих брали участь військові з 13ти країн.

### Виведення військ США
Під час свого візиту до Саудівської Аравії у липні 2022 року президент США Джо Байден оголосив про виведення підрозділів американських військ зі складу Багатонаціональних сил і спостерігачів (MFO)  із цього острову.

## Географія

### Клімат
| Клімат о. Тиран               | Клімат о. Тиран | Клімат о. Тиран | Клімат о. Тиран | Клімат о. Тиран | Клімат о. Тиран | Клімат о. Тиран | Клімат о. Тиран | Клімат о. Тиран | Клімат о. Тиран | Клімат о. Тиран | Клімат о. Тиран | Клімат о. Тиран | Клімат о. Тиран |
| Показник                      | Січ.            | Лют.            | Бер.            | Квіт.           | Трав.           | Черв.           | Лип.            | Серп.           | Вер.            | Жовт.           | Лист.           | Груд.           | Рік             |
| Середній максимум, °C         | 21,7            | 22,4            | 25,1            | 29,8            | 33,9            | 37,0            | 37,5            | 37,5            | 35,4            | 31,5            | 27,0            | 23,2            | 30,2            |
| Середній мінімум, °C          | 13,3            | 13,7            | 16,1            | 20,1            | 23,8            | 26,5            | 26,7            | 28,0            | 26,5            | 23,4            | 18,9            | 15,0            | 21,0            |
| Норма опадів, мм              | 0.5             | 0.2             | 1.2             | 0.2             | 0.5             | 0               | 0               | 0               | 0.04            | 0.8             | 3.3             | 0.5             | 7.24            |
| ----------------------------- | --------------- | --------------- | --------------- | --------------- | --------------- | --------------- | --------------- | --------------- | --------------- | --------------- | --------------- | --------------- | --------------- |
| Джерело: www.worldweather.org |                 |                 |                 |                 |                 |                 |                 |                 |                 |                 |                 |                 |                 |